# Raszowa (powiat strzelecki)
Raszowa (dodatkowa nazwa w j. niem. Raschowa) – wieś w Polsce położona w województwie opolskim, w powiecie strzeleckim, w gminie Leśnica.

## Historia
Najstarsza wiadomość o miejscowości pochodzi z 1353 roku, gdy została ona sprzedana przez Rudolfa Grzimicza. Używa się wówczas nazwę „Rassowa”. W wykazie wsi książęcych z 1532 roku Raszowa została wymieniona jako „Russowa”, a w sprawozdaniach prowizytacyjnych władz kościelnych z lat 1679 i 1688 jako „Raszowa” oraz „Rassowa”. Później utrwaliła się nazwa urzędowa Raschowa, którą w latach 1934-1945 zastąpiono nazwę Mittenbrück.
W 1783 roku w Raszowej istniał już folwark. Do 1810 roku Raszowa należała do klasztoru w Jemielnicy.
W latach 1927–1928 włączono do Raszowej wioskę Rokitsche (Rokitsch). Najstarsza wzmianka dotycząca osady Rokicze pochodzi z dokumentu księcia bytomsko-kozielskiego Władysława z 1321 roku. W rejestrze dziesięciny noncjusza Galharda z 1335 roku wymienia się tutejszy kościół jako „ecclesia de Rokecz”. Późniejsze dokumenty z lat 1445, 1455 i 1469 wymieniają nazwę „Rokycz” oraz „Rokycze”, natomiast sprawozdania kościelne z końca XVII wieku – nazwę „villa Rokicze” i „pago Rokitz”. W 1830 roku wioska liczyła 40 domów, istniała tutaj katolicka szkoła i funkcjonowały 3 młyny wodne.
Od początku XIX w. wieś posiadała własną pieczęc gminną, na której wizerunku przedstawiono grabie w słup, na nich niezidentyfikowany przedmiot.
W latach 1818–1975 Raszowa należała do powiatu kozielskiego, zaś w latach 1975–1998 miejscowość należała administracyjnie do województwa opolskiego.
Na ulicy Kościelnej mieści się Park Wiejski Raszowa. W Raszowej znajduje się kościół pod wezwaniem Wszystkich Świętych i szkoła podstawowa. Na głównej ulicy mieści się poczta, piekarnia, sklep spożywczy i restauracja.
We wsi znajduje się pomnik ofiar wojen światowych w postaci jednego z największych w środkowej części Opolszczyzny głazów narzutowych (granit porfirowaty, wysokość odsłoniętej części głazu 260 cm) z tablicami pamiątkowymi

### Plebiscyt i powstanie
W 1910 roku 736 mieszkańców mówiło w języku polskim, a 20 osób posługiwało się wyłącznie językiem niemieckim. W wyborach komunalnych w listopadzie 1919 roku nie wystawiono list polskich. Podczas plebiscytu we wsi uprawnionych do głosowania było 495 mieszkańców (w tym 64 emigrantów). Za Polską głosowało 138 osób, za Niemcami 343 osób. Podczas trwania III powstania śląskiego 7 maja 1921 roku wieś został zdobyta przez baon Leona Krukowskiego, przybyły od strony Sławięcic. Mimo ostrzału z broni maszynowej z okolic Zdzieszowic, wieś pozostawała w rękach polskich. Stąd 9 maja wyruszyły baony Jana Lortza i Leona Krukowskiego, które podjęły atak na Kędzierzyn. Pierwsza ofensywa wojsk niemieckich 21-22 maja nie przyniosła efektu, Raszowa została w rękach polskich. 4 czerwca została zdobyta przez Niemców. 
W okolicach Raszowej operowała również dywersyjna polska Grupa Wawelberg, której żołnierze 22 maja uszkodzili w lesie tory kolejowe, uniemożliwiając tym samym podjazd pociągiem pancernym pod walczący Kędzierzyn. 

## Zabytki
Do wojewódzkiego rejestru zabytków wpisane są:
- kościół par. pw. Wszystkich Świętych, XV/XVI w., wypisany z księgi rejestru
- spichlerz, obecnie dom mieszkalny, ul. Kościelna 4, z 1802 r.